# Ken Saro-Wiwa

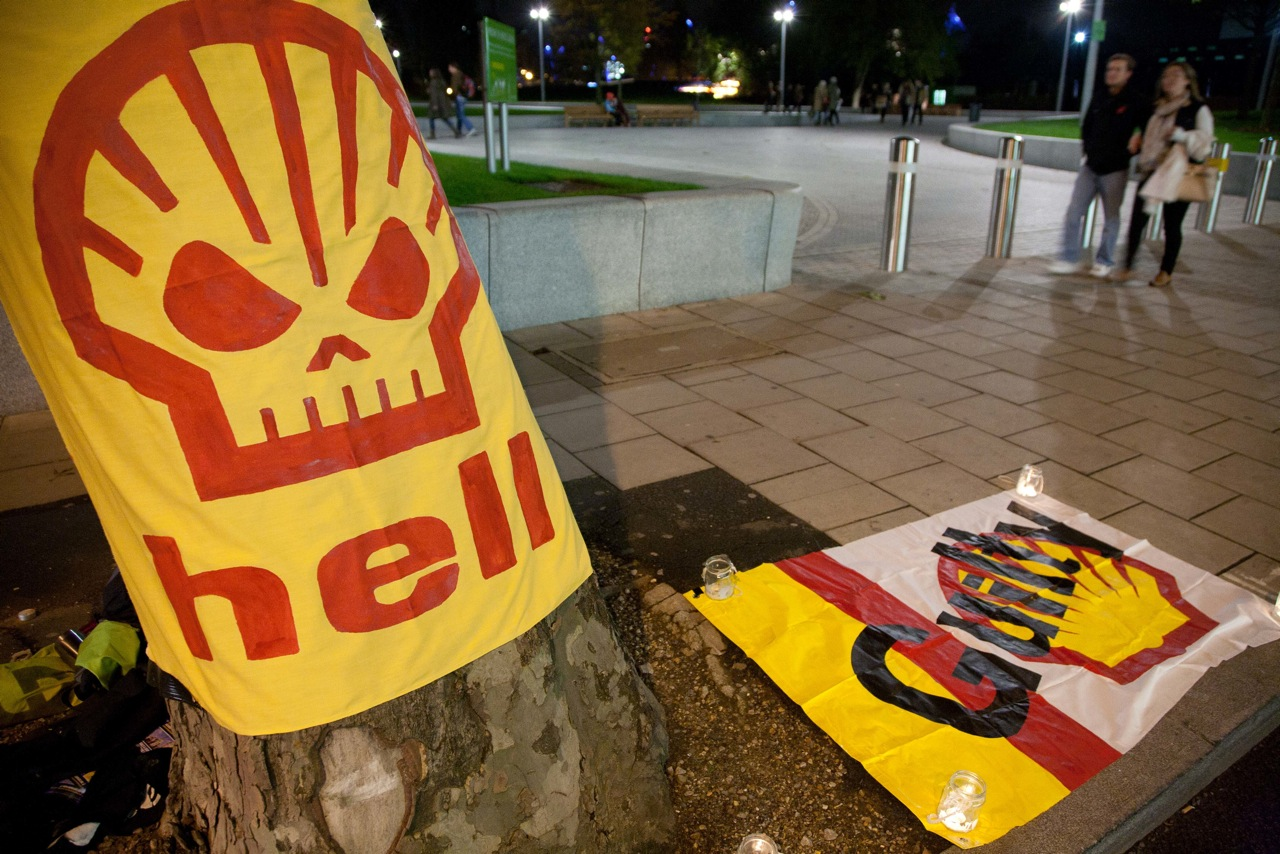
Vigilia en el Shell Centre, Londres, en el 17º aniversario de la muerte de Ken Saro-Wiwa y los nueve Ogoni. 10/11/12

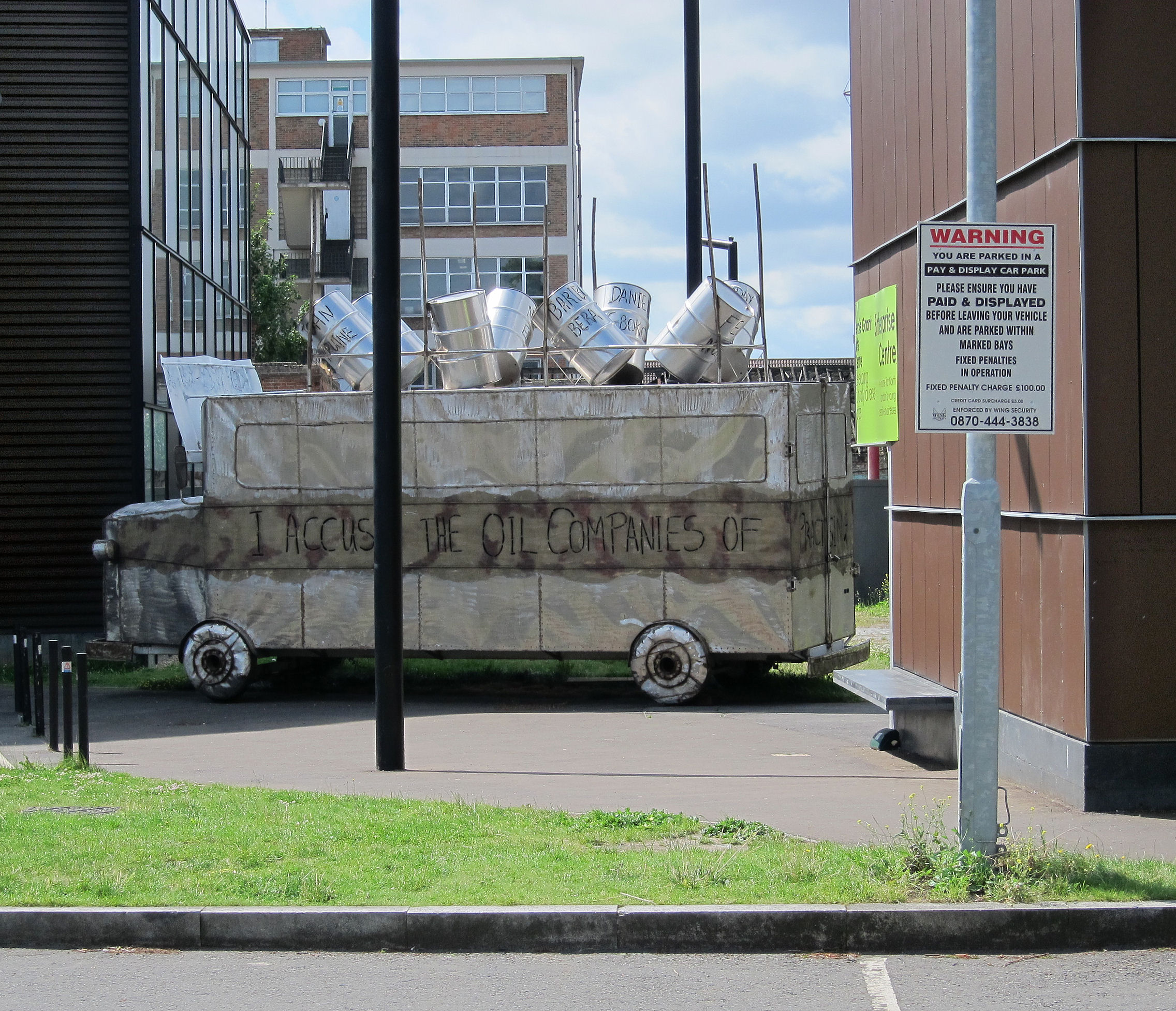
Memorial dedicado a Ken Saro-Wiwa

Kenule Beeson Saro-Wiwa (Bori, 10 de octubre de 1941-Port Harcourt, 10 de noviembre de 1995) fue un escritor —candidato al premio Nobel de literatura—, productor de televisión y activista medioambiental nigeriano. Fue ganador del premio Right Livelihood Award por su "valentía ejemplar en la lucha no violenta por los derechos civiles, económicos y medioambientales" y del Premio Ambiental Goldman.
Saro-Wiwa era miembro del pueblo Ogoni, una minoría étnica en Nigeria cuya patria, Ogoniland, en el Delta del Níger, ha sido blanco de la extracción de petróleo desde la década de 1950 y que ha sufrido el daño ambiental causado por décadas de vertimiento indiscriminado de desechos de petróleo. Inicialmente como portavoz, y luego como presidente, del Movimiento para la Supervivencia del Pueblo Ogoni (MOSOP), Saro-Wiwa lideró una campaña no violenta contra la degradación ambiental de la tierra y las aguas de Ogoniland por las operaciones de la industria multinacional petrolera, especialmente la empresa Royal Dutch Shell. También fue un crítico abierto del gobierno de Nigeria, al que consideraba reacio a hacer cumplir las regulaciones ambientales sobre las compañías petroleras extranjeras que operan en la zona.

## Biografía

### Inicios
Nacido como Kenule Tsaro-Wiwa, Saro-Wiwa era hijo del jefe Jim Wiwa, un guardabosques que ostentaba un título en el sistema de jefatura nigeriano, y su tercera esposa, Widu. Oficialmente cambió su nombre a Saro-Wiwa después de la guerra civil de Nigeria. Estaba casado con Maria Saro Wiwa. La ciudad natal de su padre era el pueblo de Bori, Ogoniland, cuyos residentes hablan el dialecto Khana del idioma Ogoni. Saro-Wiwa pasó su infancia en un hogar anglicano y demostró ser un excelente estudiante; recibió la educación primaria en la Escuela Native Authority en Bori, luego asistió a la escuela secundaria en Government College Umuahia. Saro-Wiwa, fue un estudiante distinguido, fue capitán del equipo de tenis de mesa y acumuló premios escolares en historia e inglés. Al finalizar la educación secundaria, obtuvo una beca para estudiar inglés en la Universidad de Ibadán. En Ibadán, se sumergió en intereses académicos y culturales, ganó premios departamentales en 1963 y 1965 y trabajó para una compañía de teatro. La compañía de teatro itinerante actuó en Kano, Benín, Ilorin y Lagos y colaboró con el grupo de teatro Nottingham Playhouse que incluía a Judi Dench. Fue brevemente asistente de enseñanza en la Universidad de Lagos y más tarde en la Universidad de Nigeria, Nsukka. 
Saro-Wiwa era profesor de literatura africana en Nsukka cuando estalló la guerra civil, apoyó al gobierno federal y tuvo que dejar la región para ir a su ciudad natal de Bori. En su viaje a Port-Harcourt, fue testigo de las multitudes de refugiados que regresaban al este, una escena que describió como "un espectáculo lamentable". Tres días después de su llegada, la cercana Bonny fue liberada por tropas federales. Luego, él y su familia se quedaron en Bonny, viajó de regreso a Lagos y tomó un puesto en la Universidad de Lagos que no duró mucho, ya que fue llamado de regreso a Bonny.
Fue llamado nuevamente para convertirse en el Administrador Civil de la ciudad portuaria de Bonny en el Delta del Níger y durante la guerra civil de Nigeria se posicionó como un líder Ogoni dedicado a la causa federal. Siguió su trabajo como administrador con un nombramiento como comisionado en el antiguo estado de Rivers. Su novela más conocida, Sozaboy: A Novel in Rotten English, cuenta la historia de un ingenuo niño de pueblo reclutado por el ejército durante la Guerra Civil Nigeriana de 1967 a 1970, e insinúa la corrupción política y el patrocinio del régimen militar de Nigeria de la época. Los diarios de guerra de Saro-Wiwa, On a Darkling Plain, documentan su experiencia durante la guerra. También fue un exitoso empresario y productor de televisión. Su serie de televisión satírica, Basi & Company, fue tremendamente popular, con una audiencia estimada de 30 millones.
A principios de la década de 1970, Saro-Wiwa se desempeñó como Comisionado Regional de Educación en el Gabinete del Estado de Rivers, pero fue despedido en 1973 debido a su apoyo a la autonomía de Ogoni. A fines de la década de 1970, estableció una serie de empresas comerciales en el sector minorista y de bienes raíces, y durante la década de 1980 se concentró principalmente en su producción de escritura, periodismo y televisión. En 1977, se involucró en la política postulándose como candidato para representar a Ogoni en la Asamblea Constituyente. Saro-Wiwa perdió las elecciones por un estrecho margen. Fue durante este tiempo que tuvo una pelea con su amigo Edwards Kobani.
Su labor intelectual se vio interrumpida en 1987 cuando volvió a entrar en la escena política, habiendo sido designado por el recién instalado dictador Ibrahim Babangida para ayudar en la transición del país a la democracia. Pero Saro-Wiwa renunció pronto porque sintió que los supuestos planes de Babangida para un regreso a la democracia eran falsos. Los sentimientos de Saro-Wiwa demostraron ser correctos en los siguientes años, ya que Babangida no cedió el poder. En 1993, Babangida anuló las elecciones generales de Nigeria que habrían transferido el poder a un gobierno civil, lo que provocó disturbios civiles masivos y finalmente lo obligó a dimitir, al menos oficialmente, ese mismo año.

### Trabajos
Las obras de Saro-Wiwa incluyen televisión, teatro y prosa. Sus primeros trabajos de 1970 a 1980 son en su mayoría exhibiciones satíricas que retratan una imagen contraria de la sociedad nigeriana, pero sus escritos posteriores se inspiraron más en temas políticos como la justicia social y ambiental que en la sátira.
Transistor Radio, una de sus obras más conocidas, fue escrita para una revista durante su época universitaria en Ibadán, pero aun así tuvo buena resonancia en la sociedad nigeriana y fue adaptada a una serie de televisión. En 1972, se realizó una versión para radio de la obra y en 1985 produjo Basi and Company, una adaptación cinematográfica  de la obra. Saro-Wiwa incluyó la obra en Four Farcical Plays y Basi and Company: Four Television Plays. Basi and company, una adaptación de Transistor Radio se emitió por televisión de 1985 a 1990. Una comedia de farsa, el espectáculo narra la vida de la ciudad y el protagonista, Basi, es un personaje ingenioso y callejero que busca formas de lograr su objetivo de obtener millones que siempre termina por convertirse en una misión ilusoria.
En 1985, se publicó la novela Sozaboy de la Guerra Civil de Biafra. El idioma del protagonista estaba escrito en un inglés no estándar o lo que Saro-Wiwa llamó "Rotten English", un idioma híbrido de inglés pidgin, inglés estándar e inglés roto.

### Activismo
En 1990, Saro-Wiwa comenzó a dedicar la mayor parte de su tiempo a los derechos humanos y las causas ambientales, particularmente en Ogoniland. Fue uno de los primeros miembros del Movimiento para la Supervivencia del Pueblo Ogoni (MOSOP), que abogó por los derechos del pueblo Ogoni. La Declaración de Derechos de Ogoni, escrita por MOSOP, estableció las demandas del movimiento, incluida una mayor autonomía para el pueblo Ogoni, una parte justa de los ingresos de la extracción de petróleo y la remediación del daño ambiental a las tierras Ogoni. En particular, MOSOP luchó contra la degradación de las tierras Ogoni por parte de Royal Dutch Shell.
En 1992, Saro-Wiwa fue encarcelado durante varios meses, sin juicio, por el gobierno militar nigeriano.
Saro-Wiwa fue Vicepresidente de la Asamblea General de la Organización de Naciones y Pueblos No Representados (UNPO) de 1993 a 1995. La UNPO es una organización internacional, no violenta y democrática (de la cual MOSOP es miembro). Sus integrantes son pueblos indígenas, minorías y territorios no reconocidos u ocupados que se han unido para proteger y promover sus derechos humanos y culturales, preservar su medio ambiente y buscar soluciones no violentas a los conflictos que les afectan.
En enero de 1993, MOSOP organizó marchas pacíficas de alrededor de 300 000 personas Ogoni -más de la mitad de la población Ogoni- a través de cuatro centros urbanos Ogoni, llamando la atención internacional sobre la difícil situación de su pueblo. El mismo año, el gobierno nigeriano ocupó la región militarmente.

### Detención y ejecución
Saro-Wiwa fue arrestado nuevamente y detenido por las autoridades nigerianas en junio de 1993, pero fue liberado al cabo de un mes. El 21 de mayo de 1994, cuatro jefes ogoni fueron brutalmente asesinados. A Saro-Wiwa se le negó la entrada a Ogoniland el día de los asesinatos, pero fue arrestado y acusado de incitarlos. Negó los cargos, pero estuvo encarcelado durante más de un año antes de ser declarado culpable y condenado a muerte por un tribunal especialmente convocado. Lo mismo sucedió con otros ocho líderes del MOSOP que, junto con Saro-Wiwa, se hicieron conocidos como los Nueve Ogoni.
Algunos de los abogados de los acusados dimitieron en protesta por la presunta manipulación del juicio por parte del régimen de Abacha. Las renuncias dejaron a los acusados con sus propios medios contra el tribunal, que continuó trayendo personas para testificar contra Saro-Wiwa y sus compañeros. Muchos de estos supuestos testigos admitieron más tarde que habían sido sobornados por el gobierno nigeriano para respaldar las acusaciones criminales. Al menos dos testigos que declararon que Saro-Wiwa estuvo involucrado en los asesinatos de los ancianos Ogoni se retractaron más tarde, afirmando que habían sido sobornados con dinero y ofertas de trabajo con Shell para dar falso testimonio, en presencia del abogado de Shell.
El juicio fue ampliamente criticado por organizaciones de derechos humanos y, medio año después, Ken Saro-Wiwa recibió el premio Right Livelihood Award por su valentía, así como el premio ambiental Goldman.
El 8 de noviembre de 1995, un consejo de gobierno militar confirmó las condenas a muerte. El gobierno militar inmediatamente se movió para llevarlos a cabo. La prisión de Port Harcourt fue seleccionada como lugar de ejecución. Aunque el gobierno quiso ejecutar las sentencias de inmediato, tuvo que esperar dos días para que se construyera una horca improvisada. A las pocas horas de confirmarse las sentencias, se llevaron nueve ataúdes a la prisión y, al día siguiente, un equipo de verdugos fue trasladado en avión desde Sokoto a Port Harcourt.
El 10 de noviembre de 1995, Saro-Wiwa y el resto de los Ogoni Nine fueron trasladados de la base militar donde estaban recluidos a la prisión de Port Harcourt. Les dijeron que los iban a trasladar a Port Harcourt porque se temía que la base militar en la que estaban detenidos pudiera ser atacada por jóvenes ogoni. La prisión estaba fuertemente custodiada por policías antidisturbios y tanques, y cientos de personas se alineaban en las calles en previsión de las ejecuciones. Después de llegar a la prisión de Port Harcourt, Saro-Wiwa y los demás fueron conducidos a una habitación individual y les esposaron las muñecas y los tobillos. Luego fueron conducidos uno por uno a la horca y ejecutados en la horca, siendo Saro-Wiwa el primero. Fueron necesarios cinco intentos para ejecutarlo debido a un equipo defectuoso. Sus últimas palabras fueron "Señor, toma mi alma, pero la lucha continúa". Después de las ejecuciones, los cuerpos fueron llevados al cementerio de Port Harcourt bajo vigilancia armada y enterrados. Anticipándose a los disturbios como resultado de las ejecuciones, el gobierno nigeriano desplegó decenas de miles de soldados y policías antidisturbios en dos provincias del sur y en las principales refinerías de petróleo de todo el país. El cementerio de Port Harcourt estaba rodeado de soldados y tanques.
Las ejecuciones provocaron una tormenta de indignación internacional. La Asamblea General de las Naciones Unidas condenó las ejecuciones en una resolución que fue aprobada por 101 votos a favor, 14 en contra y 47 abstenciones. La Unión Europea condenó las ejecuciones, que calificó de "acto cruel e insensible", e impuso un embargo de armas a Nigeria. Estados Unidos retiró a su embajador de Nigeria, impuso un embargo de armas a Nigeria e impuso restricciones de viaje a los miembros del régimen militar nigeriano y sus familias. El Reino Unido retiró a su alto comisionado en Nigeria, y el primer ministro británico, John Major, calificó las ejecuciones de "asesinato judicial". Sudáfrica asumió un papel principal en el liderazgo de las críticas internacionales, y el presidente Nelson Mandela instó a la suspensión de Nigeria de la Commonwealth of Nations. Zimbabue y Kenia también respaldaron a Mandela, con el presidente de Kenia, Daniel arap Moi, y el presidente de Zimbabue, Robert Mugabe, respaldando la demanda de Mandela de suspender la membresía de Nigeria en la Commonwealth, pero varios otros líderes africanos criticaron la sugerencia. La membresía de Nigeria en la Commonwealth of Nations fue finalmente suspendida, y Nigeria fue amenazada con la expulsión si no pasaba a la democracia en dos años. Los gobiernos de Estados Unidos y Gran Bretaña también discutieron la posibilidad de un embargo petrolero respaldado por un bloqueo naval de Nigeria.
En su cuento de 1989 Africa Kills Her Sun, Saro-Wiwa, con un humor melancólico y resignado, presagió su propia ejecución.

### Fundación Ken Saro-Wiwa
La fundación se estableció en 2017 para trabajar hacia un mejor acceso a recursos básicos como la electricidad e internet para los emprendedores en Port Harcourt. La asociación fundó el Premio Ken Junior, que lleva el nombre del hijo de Saro-Wiwa, Ken Wiwa, quien murió en octubre de 2016. El premio se otorga a empresas innovadoras de tecnología de nueva creación en Port Harcourt. 

## Demandas familiares contra Royal Dutch Shell
A partir de 1996, el Centro de Derechos Constitucionales (CCR), Earth Rights International (ERI), Paul Hoffman de Schonbrun, DeSimone, Seplow, Harris & Hoffman y otros abogados de derechos humanos han iniciado una serie de casos para responsabilizar a Shell por presuntos delitos violaciones de derechos humanos en Nigeria, incluidas ejecuciones sumarias, crímenes de lesa humanidad, tortura, trato inhumano y arrestos y detenciones arbitrarios. Las demandas se presentan contra Royal Dutch Shell y Brian Anderson, el jefe de su operación nigeriana.
Los casos fueron presentados bajo el Alien Tort Statute, un estatuto de 1978 que otorga a los ciudadanos no estadounidenses el derecho a presentar demandas en los tribunales estadounidenses por violaciones internacionales de derechos humanos, y la Ley de Protección a las Víctimas de la Tortura, que permite a las personas reclamar daños y perjuicios en los Estados Unidos por tortura o ejecución extrajudicial, independientemente del lugar donde se produzcan las violaciones.
El Tribunal de Distrito de los Estados Unidos para el Distrito Sur de Nueva York fijó la fecha del juicio para junio de 2009. El 9 de junio de 2009, Shell acordó un acuerdo extrajudicial de 15,5 millones de dólares para las familias de las víctimas. Sin embargo, la empresa negó cualquier responsabilidad por las muertes, afirmando que el pago era parte de un proceso de reconciliación. En una declaración dada después del arreglo, Shell sugirió que el dinero se estaba entregando a los familiares de Saro-Wiwa y las otras ocho víctimas, para cubrir los costos legales del caso y también en reconocimiento a los hechos ocurridos en la región. También se espera que parte de la financiación se utilice para establecer un fideicomiso de desarrollo para el pueblo Ogoni, que habita la región del Delta del Níger en Nigeria. Se llegó al acuerdo pocos días antes de que comenzara el juicio, que había sido presentado por el hijo de Ken Saro-Wiwa, en Nueva York. 

## Legado
La muerte de Saro-Wiwa provocó la indignación internacional y la suspensión inmediata de Nigeria de la Commonwealth of Nations, así como la llamada de muchos diplomáticos extranjeros para consultas. Estados Unidos y otros países consideraron imponer sanciones económicas. Otros homenajes a él incluyen:

### Obras de arte y memoriales
- El 10 de noviembre de 2006, la organización londinense Platform inauguró un monumento a Saro-Wiwa en Londres.[45] Consiste en una escultura en forma de autobús y fue creada por el artista nacido en Nigeria Sokari Douglas Camp.

### Premios
- La Asociación de Autores de Nigeria patrocina el premio Ken Saro-Wiwa de prosa.[46]
- Es nombrado héroe escritor por The My Hero Project.[47]

### Literatura
- La ejecución de Saro-Wiwa se cita y se utiliza como inspiración para la novela de Beverley Naidoo El otro lado de la verdad (2000).
- Richard North Patterson publicó una novela, Eclipse (2009), basada en la vida y muerte de Ken Saro-Wiwa.[48]

### Politécnico Kenule Beeson Saro-Wiwa
- El gobernador del estado de Rivers, Ezenwo Nyesom Wike, Cambió el nombre del Politécnico del estado de Rivers por Ken Saro-Wiwa.

### Universidad de Maynooth y Ken Saro-Wiwa
Una colección de cartas escritas a mano por Ken Saro-Wiwa fueron donadas a la Universidad de Maynooth por la hermana Majella McCarron, también en la colección hay 27 poemas, grabaciones de visitas y reuniones con familiares y amigos después de la muerte de Saro-Wiwa, una colección de fotografías y otros documentos. 
Las cartas están ahora en el Repositorio Digital de Irlanda (DRI).
El archivo Ken Saro-Wiwa se encuentra en las colecciones especiales de la Universidad de Maynooth.

### Música
- La banda italiana Il Teatro degli Orrori dedicó su canción "A sangue freddo" ("A sangre fría" - también el tema principal de su segundo álbum) a la memoria de Ken Saro-Wiwa.
- La banda finlandesa Ultra Bra dedicó su canción "Ken Saro-Wiwa on kuollut" ("Ken Saro-Wiwa is dead") a la memoria de Ken Saro-Wiwa.[51]
- La ejecución de Saro-Wiwa inspiró la canción "Rational" de la banda canadiense King Cobb Steelie.[52]
- El rapero Milo grita a Ken Saro-Wiwa en la canción Zen Scientist.
- La banda de punk rock Anti-Flag habla de él en su canción Mumia's Song.
- La cantante nigeriana Nneka hace referencia a Ken Saro-Wiwa en su canción[53] y video musical[54] "Soul is Heavy".[55]

### Películas
La película Drifting Clouds de 1996 de Aki Kaurismäki incluye una escena en la que el personaje principal se entera de la muerte de Saro-Wiwa en las noticias de televisión.
¡Ken Saro-Wiwa sigue vivo! - dirigida por Elisa Dassoler (BRASIL). 2017, color. 82 min. La película está disponible en Internet.

### Calles
- Ámsterdam ha nombrado una calle en honor a Saro-Wiwa, la Ken Saro-Wiwastraat.

## Vida personal
Saro-Wiwa y su esposa Maria tuvieron cinco hijos, que crecieron con su madre en el Reino Unido mientras su padre permanecía en Nigeria. Entre ellos se encuentran Ken Wiwa y Noo Saro-Wiwa, ambos periodistas y escritores, y la gemela de Noo, Zina Saro-Wiwa, periodista y cineasta. Además, Saro-Wiwa tuvo dos hijas (Singto & Adele) con otra mujer.  También tuvo otro hijo, Kwame Saro-Wiwa, que solo tenía un año cuando su padre fue ejecutado.

## Obras
- —— (1973). Tambari. Ikeja: Longman Nigeria. ISBN 978-0-582-60135-2.
- —— (1985). Songs in a Time of War. Port Harcourt: Saros. ISBN 978-978-2460-00-4.
- —— (1986). Sozaboy: A Novel in Rotten English. Port Harcourt: Saros. ISBN 978-978-2460-02-8.
- —— (1987). Mr. B. Port Harcourt: Saros. ISBN 978-1-870716-01-7.
- —— (1987). Basi and Company: A Modern African Folktale. Port Harcourt, Nigeria: Saros. ISBN 978-1-870716-00-0.
- —— (1987). Basi and Company: Four Television Plays. Port Harcourt, Nigeria: Saros. ISBN 978-1-870716-03-1.
- —— (1988). Prisoners of Jebs. Port Harcourt [u.a.]: Saros. ISBN 978-1-870716-02-4.
- —— (1989). Adaku & Other Stories. London: Saros International. ISBN 1-870716-10-8.
- —— (1989). Four Farcical Plays. London: Saros International. ISBN 1-870716-09-4.
- —— (1989). On a Darkling Plain: An Account of the Nigerian Civil War. Epsom: Saros. ISBN 1-870716-11-6.
- —— (1992). Genocide in Nigeria: The Ogoni Tragedy. London: Saros. ISBN 1-870716-22-1.
- —— (1995). A Forest of Flowers: Short Stories. Burnt Mill, Harlow, Essex, England: Longman. ISBN 978-0-582-27320-7.
- —— (1995). A Month and a Day: A Detention Diary. New York, N.Y.: Penguin Books. ISBN 978-0-14-025914-8.
- —— (1996). Lemona's Tale. London: Penguin. ISBN 978-0-14-026086-1.
- ——; Adinoyi-Ojo, Onukaba (2005). A Bride for Mr B. London: Saros. ISBN 1-870716-26-4.